# Kostel Neposkvrněného početí Panny Marie (Zvole)
Kostel Neposkvrněného početí Panny Marie ve Zvoli je novogotickou stavbou z roku 1862. Starší farní kostel byl úplně zničen požárem v roce 1854.

## Historie
První písemná zmínka o obci pochází z roku 1273, o dva roky později je zmiňován zdejší filiální kostel svatého Jiljí. Ten byl za husitských válek zničen a musel být roku 1444 znovu postaven. Za Petra ze Žerotína byl kolem roku 1500 zvětšován a znovu byl přestavěn v r. 1611. Roku 1854 byl kostel úplně zničen požárem.  Z podnětu olomouckého arcibiskupa Bedřicha z Fürstenberka byla zahájena výstavba nového kostela. V roce 1858 byly schváleny plány a r. 1860 byl položen základní kámen. V roce 1864 byly do věže zavěšeny nové zvony. 2. července 1876 byl slavnostně vysvěcen kardinálem Fürstenberkem a zasvěcen Neposkvrněnému početí Panny Marie.  

## Popis

### Exteriér
Kostel je situován ve střední části obce u silnice ze Zábřeha na Mohelnici. Na jeho západní straně se rozkládá hřbitov obklopený ohradní zdí. Před průčelím kostela je malé dlážděné prostranství. Po jeho pravé straně směrem k bráně na hřbitov stojí barokní socha sv. Jana Nepomuckého z roku 1717, která je od r. 2003 chráněnou kulturní památkou.  Nalevo se nachází kamenné sousoší Kalvárie z r. 1885. V zahradní části mezi kostelem a farou stojí další kulturní památka: pískovcový sloup se sochou Panny Marie Immaculaty datovaný rokem 1684.
Kostel je jednolodní stavba s mírně odstupněným polygonálně zakončeným presbytářem. Dvoubarevná fasáda je členěna lizénami s ozdobnými obloučkovými římsami. Výraznou obloučkovou římsou nad ciferníky hodin je zdoben také vrchol štíhlé hranolové věže nad štítem kostela. Zakončení věže tvoří vysoký jehlan s makovicí a dvojitým křížem. Boční zdi lodi jsou prolomeny po obou stranách třemi vysokými novorománskými okny. V presbytáři, jehož zadní část slouží jako sakristie, je šest menších oken stejného tvaru a pod nimi jsou v závěru umístěny dveře a dvě malá okna.
Průčelí kostela tvoří portál se dvěma sloupy z pískovce zakončenými bohatě zdobenými hlavicemi, které zhotovil vídeňský sochař Josef Heinrich. Nad ním jsou dva erby: olomouckého arcibiskupství a rodiny Fürstenberků. Nad obdélným oknem nika se sochou Panny Marie od Josefa Heinricha. 

### Interiér

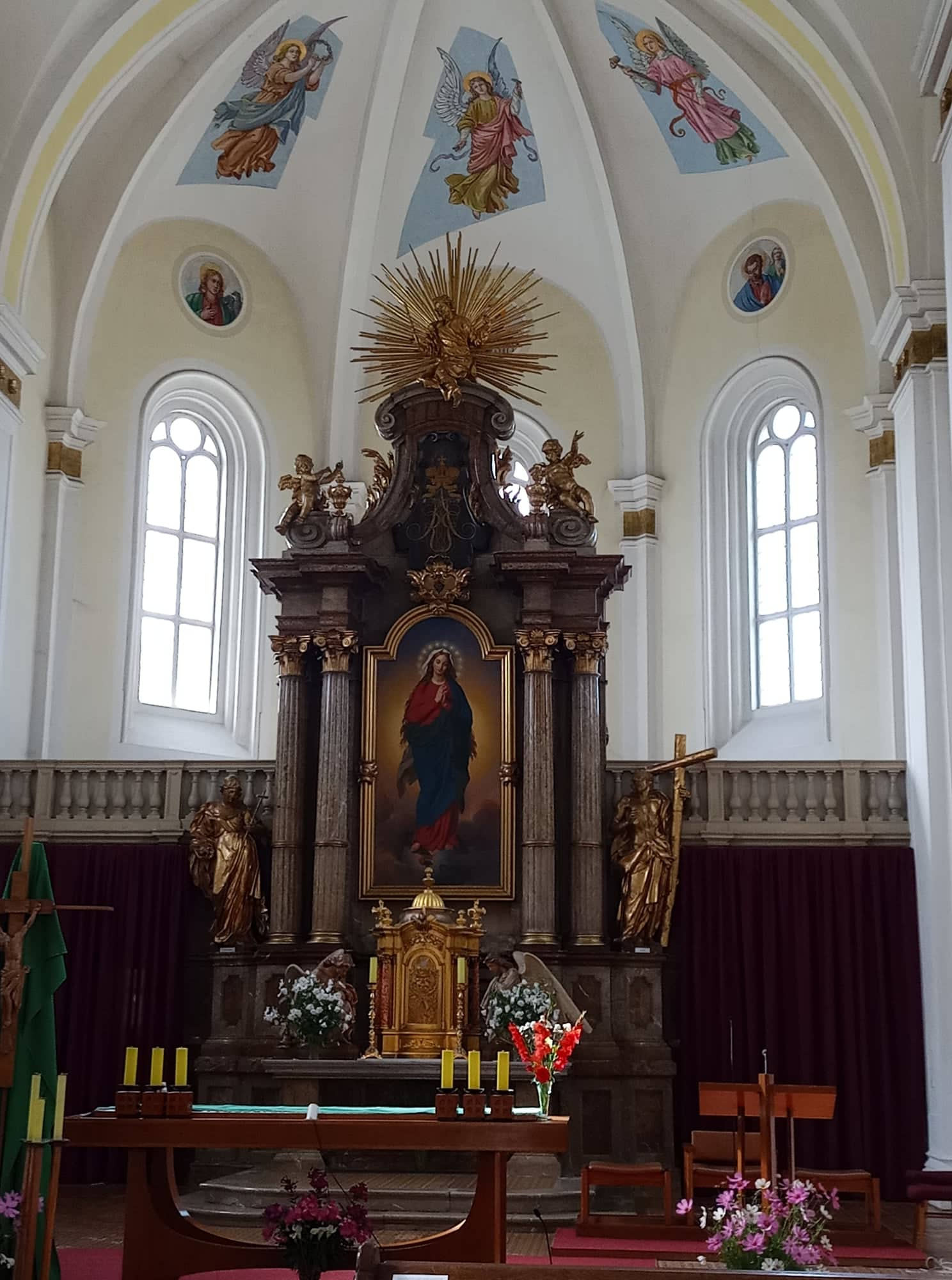
Hlavní oltář

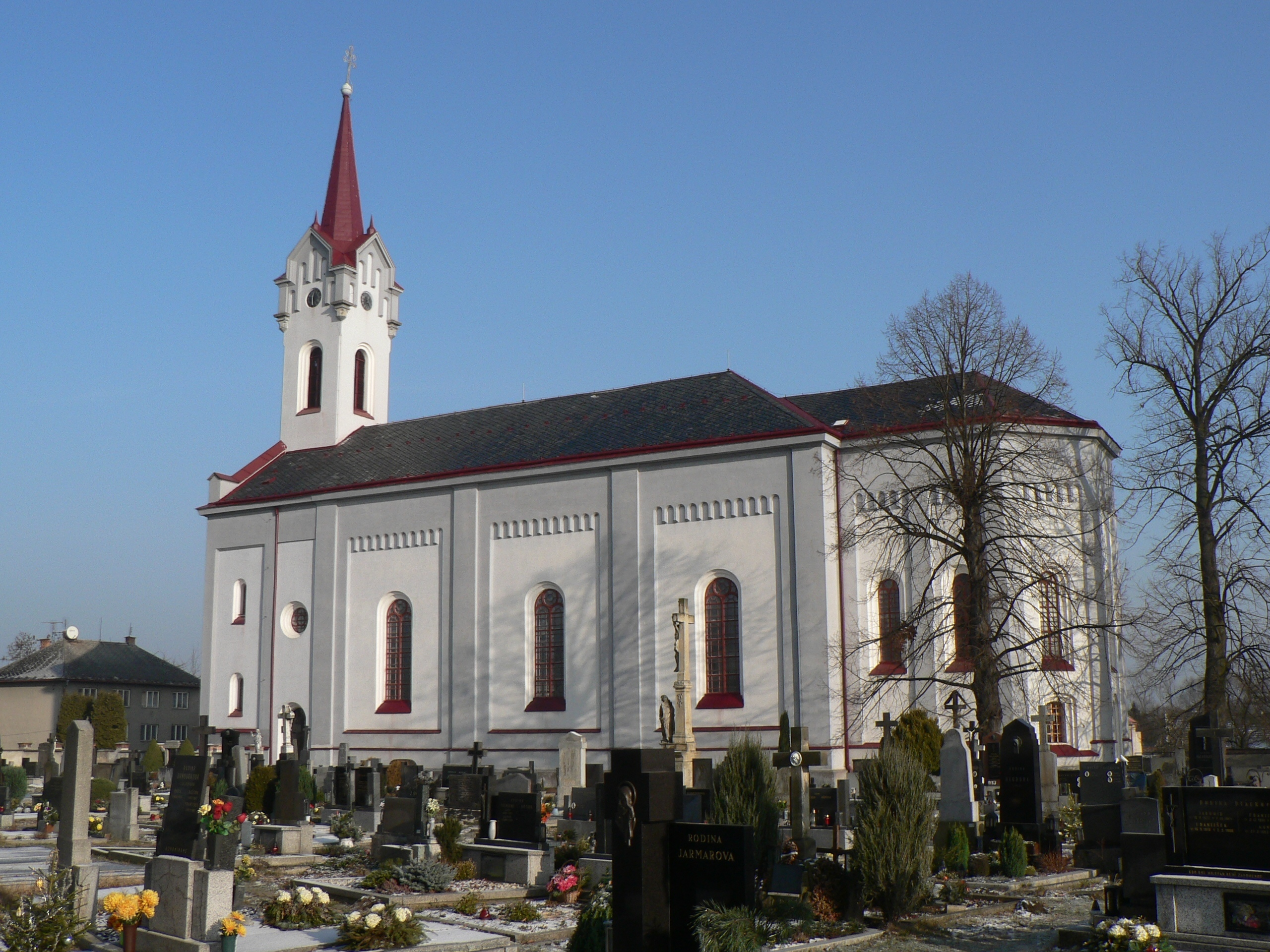
Kostel v roce 2008 před nalakováním na modro

Vnitřní prostor kostela je tvořen jednou širokou lodí s mírně zúženým presbytářem. Klenba v lodi je valená, nad presbytářem křížová. Strop je zdoben medailony s biblickými náměty, na klenebních obloucích a nad okny v presbytáři jsou malé kulaté portréty světců. Ve vstupní části je nad trojdílnou arkádou umístěna kruchta s varhanami, které postavil Karel Küttler z Opavy.
Tři barokní oltáře byly původně součástí interiéru z olomouckého dómu sv. Václava a pocházejí ze čtyřicátých let 18. století. Na jejich sochařské výzdobě se podíleli významní regionální umělci Jan Kammereit a Ondřej Zahner. Na evangelijní straně je osazen oltář zasvěcený Nalezení sv. Kříže se sochami sv. Augustina a sv. Řehoře (Ondřej Zahner) a postavami andělů ve volutách nástavce (Kammereit). Na epištolní straně je oltář sv. Kateřiny, kde vedle oltářního obrazu jsou pozlacené sochy sv. Jeronýma a sv. Ambrože (Ondřej Zahner), v nástavcích jsou andělské řezby Jana Kammereita. Obraz Neposkvrněného početí Panny Marie na hlavním oltáři maloval vídeňský malíř Dobiášovský. Dva boční oltáře byly zasvěceny sv. Jiljí, původnímu patronu kostela a sv. Janu Nepomuckému. Roku 1940 byl v boční kapli zřízen čtvrtý oltář, zasvěcený Panně Marii bolestné. Socha je od olomouckého sochaře L. Kubečka. Kazatelna a křtitelnice jsou z červeně zbarveného ostřihomského mramoru z dílny Josefa Arnolda z Brna. 
Ve zdech kostela je osazeno několik náhrobníků a nápisových desek, které pocházejí z vyhořelého kostela sv. Jiljí. V boční kapli v prostoru pod kruchtou je figurální náhrobník Jindřicha ze Zvole a na protější stěně pískovcové erby majitelů panství, které sem byly přemístěny ze zaniklé tvrze.